# Johan J. Jakobsen
Johan Jakob Jakobsen (15 avril 1937 – 30 juin 2018) est un homme politique norvégien, membre du Parti du centre norvégien,.

## Biographie
Il a une longue carrière politique, siégeant pendant sept mandats en tant que représentant au Parlement norvégien, élu pour la première fois en 1973. Il est membre de deux cabinets différents dans les années 1980. Le 8 juin 1983 (au milieu d'un mandat), il est affecté au gouvernement de coalition de centre-droit de Kåre Willoch, à la tête du ministère des Transports et des Communications. Ce gouvernement reste jusqu'en 1986. Après les élections de 1989, la même coalition forme un gouvernement, cette fois dirigé par le Premier ministre Jan Peder Syse et Jakobsen est ministre des collectivités locales. Il quitte en 2001 son mandat de député.
En outre, il est président du Parti du centre de 1979 à 1991. Avec Per Borten, il est le chef du parti ayant exercé le plus longtemps. Il est également un opposant notoire à l’adhésion de la Norvège à l’Union européenne.
Jakobsen écrit un livre intitulé Mot Strømmen (À contre-courant).